# Senat Brauer II
| Amt                                                                    | Name                                                                      | Partei | Partei |
| ---------------------------------------------------------------------- | ------------------------------------------------------------------------- | ------ | ------ |
| Erster Bürgermeister                                                   | Max Brauer                                                                |        | SPD    |
| Zweiter Bürgermeister                                                  | Paul Nevermann gemeinsam mit Rudolf Büch ab 29. November 1950             |        | SPD    |
| Amt für Bezirksverwaltung und Behörde für Ernährung und Landwirtschaft | Friedrich Frank                                                           |        | SPD    |
| Arbeitsbehörde                                                         | Gerhard Neuenkirch                                                        |        | SPD    |
| Baubehörde                                                             | Paul Nevermann                                                            |        | SPD    |
| Behörde für Wirtschaft und Verkehr                                     | Karl Schiller                                                             |        | SPD    |
| Finanzbehörde                                                          | Walter Dudek gemeinsam mit Max Brauer 1. Januar 1951 bis 2. Dezember 1953 |        | SPD    |
| Gesundheitsbehörde                                                     | Walter Schmedemann                                                        |        | SPD    |
| Jugendbehörde                                                          | Paula Karpinski                                                           |        | SPD    |
| Schulbehörde, Kulturbehörde und Sportamt                               | Heinrich Landahl                                                          |        | SPD    |
| Sozialbehörde                                                          | Heinrich Eisenbarth verstorben am 1. August 1950                          |        | SPD    |
| Sozialbehörde                                                          | Gerhard Neuenkirch ab 1. Januar 1951                                      |        | SPD    |
| Gefängnisbehörde ab 29. November 1950                                  | Wilhelm Kröger                                                            |        | SPD    |
| Polizeibehörde ab 1. Januar 1951                                       | Lothar Danner                                                             |        | SPD    |